# 多良木町立久米小学校
多良木町立久米小学校（たらぎちょうりつ くめしょうがっこう）は、熊本県球磨郡多良木町久米にある公立の小学校。

## 沿革
歴史
1873年（明治6年）「公立堂山小学校」として創立。現校名となったのは1955年（昭和30年）。2023年（令和5年）に創立150周年を迎えた。
学校教育目標
「自ら学び 心豊かに たくましく生きる 久米っ子の育成」
校章
桜の花弁等を背景にして、中央に校名である「久米」の文字を配している。
校歌
作詞は不詳。作曲は犬童球渓による。歌詞は2番まであり、両番の歌詞中に「久米」が登場する。
通学区域
多良木町のうち「大字久米、大字奥野」。中学校区は多良木町立多良木中学校。
- 1873年（明治6年）2月15日 - 久米村大字伏間田に「公立堂山小学校」が創立。
- 1887年（明治20年）頃 - 小学校令施行により、尋常科を設置の上、「尋常堂山小学校」に改称。
- 1889年（明治22年）4月1日 - 町村制施行により、球磨郡「久米村」が発足。
- 1892年（明治25年）8月19日 -「久米尋常小学校」（尋常科4年）と改称。
- 1896年（明治29年）7月 - 字天神原に移転。
- 1897年（明治30年）
  - 10月 - 校舎を新築。
  - 11月23日 - 多良木実業補習学校が多良木村外八ヶ村[1]組合立多良木高等小学校（4年制）に改編される。
- 1906年（明治39年）4月 - 高等科（2年制）を併置の上、「久米尋常高等小学校」（尋常科4年・高等科2年）と改称。
- 1908年（明治41年）4月 - 改正小学校令により、尋常科（義務教育年限）が4年制から6年制に改められる。従来の高等科1・2年を尋常科5・6年に改める。これにより高等科が廃止され、「久米尋常小学校」（尋常科6年）に改称。
- 1909年（明治42年）10月 - 校舎を増築。
- 1915年（大正4年）4月 - 組合立多良木高等小学校の運営の主体が「多良木村外四ヶ村組合[2]立」となる（5村が脱退）。
- 1916年（大正5年）4月 - 組合立多良木高等小学校の運営の主体が「多良木村外三ヶ村組合」となる（免田村が脱退）。
- 1923年（大正12年）3月 - 多良木村外三ヶ村組合多良木高等小学校の廃止により、高等科を併置の上、「久米尋常高等小学校」（尋常科6年・高等科2年）と改称。
- 1924年（大正13年）1月 - 南側2階建て校舎が完成。
- 1933年（昭和8年）12月 - 本館北校舎、講堂などが完成。
- 1935年（昭和10年）- 青年学校令施行により、久米公民学校が「久米青年学校」に改称。
- 1936年（昭和11年）8月 - 運動場を拡張。
- 1937年（昭和12年）7月 - 正門前に架橋。
- 1941年（昭和16年）4月1日 - 国民学校令施行により、「久米村久米国民学校」と改称。尋常科を初等科に改める。
- 1947年（昭和22年）- 学制改革が行われる（六・三制の実施）。
  - 4月1日 - 国民学校初等科は、新制小学校「久米村立久米小学校」に改組・改称。
  - 4月 - 国民学校高等科は青年学校普通科ととともに、新制中学校「久米村立久米中学校」に改組・改称。
- 1955年（昭和30年）4月1日 - 久米村が多良木町と合併し、「多良木町立久米小学校」（現校名）と改称。
- 1958年（昭和33年）10月 - 久米中学校が多良木町立多良木中学校へ統合される。統合校舎が整備されるまで、旧久米中の校舎は「久米分室」として使用が継続される。
- 1959年（昭和34年）4月 - 多良木中学校の統合校舎が完成し、中学生は多良木中新校舎に移転。これにより久米分室が廃止される。
- 1970年（昭和45年）3月 - 校舎を改築し、鉄筋コンクリート造2階建ての管理教室棟（普通教室12・特別教室4）が完成。
- 1971年（昭和46年）9月 - プールが完成。
- 1973年（昭和48年）2月 - 創立100周年記念式典を挙行。
- 2023年（令和5年）2月 - 創立150周年記念式典を挙行。

## 交通アクセス
最寄りの鉄道駅
- くま川鉄道 湯前線「多良木駅」

最寄りのバス停留所
- 九州産交バス 「多良木」・「多良木駅前」停留所

最寄りの幹線道路
- 熊本県道43号錦湯前線
- 熊本県道143号中河間多良木線

## 周辺
- くめ保育園
- 多良木警察署久米警察官駐在所
- 久米郵便局
- 中山運動広場
- 幸野溝（こうのみぞ）[3]
- 柳橋川